# نورداینده، آلکمار
نورداینده، آلکمار (به هلندی: Noordeinde) یک منطقهٔ مسکونی در هلند است که در آلکمار واقع شده‌است. نورداینده ۹۰ نفر جمعیت دارد.